# Villa rustica (Wachenheim)
Die Villa rustica Wachenheim ist ein römisches Landgut bei Wachenheim an der Weinstraße im Landkreis Bad Dürkheim in Rheinland-Pfalz.

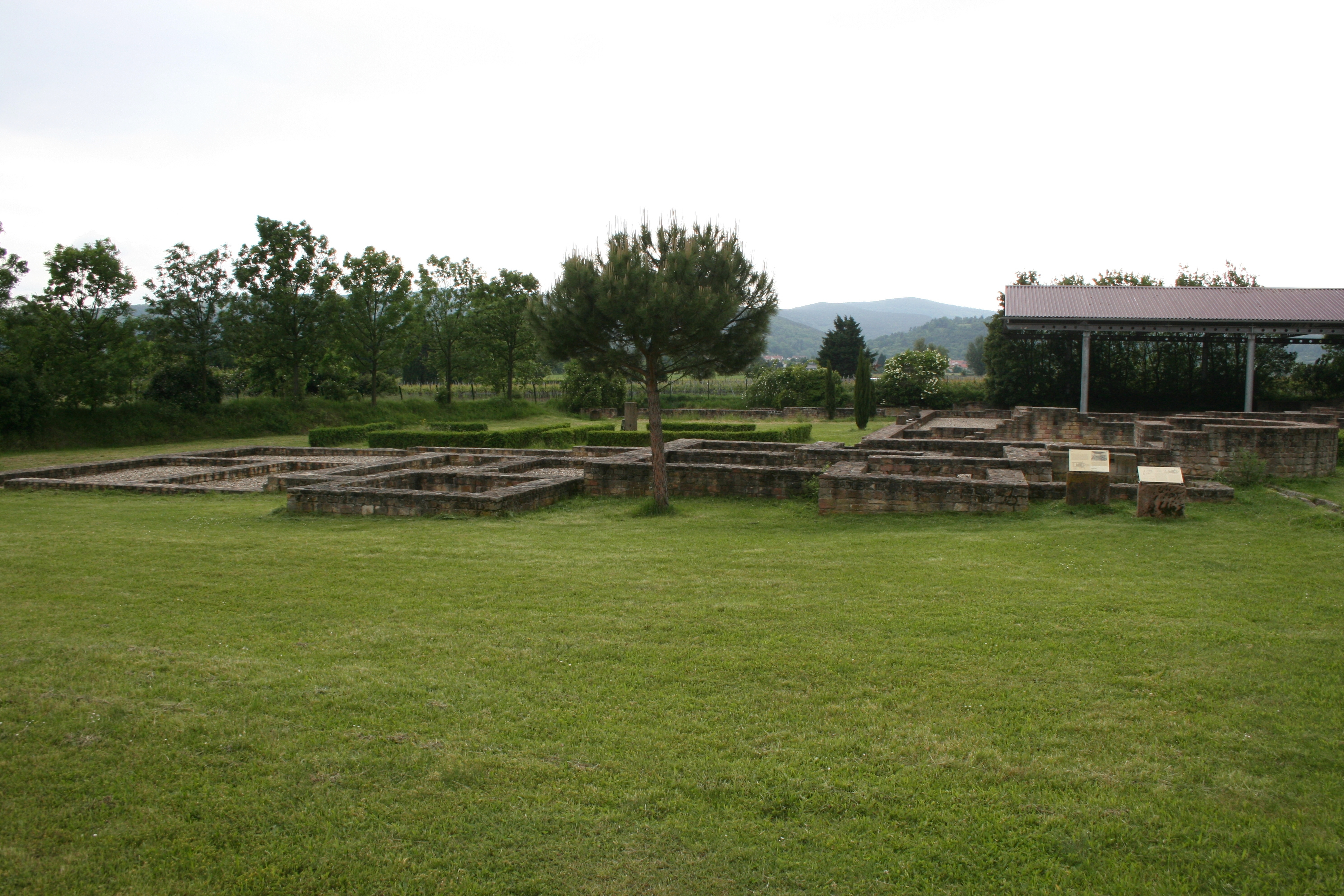
Ansicht der rekonstruierten Grundmauern des Hauptgebäudes von Osten.

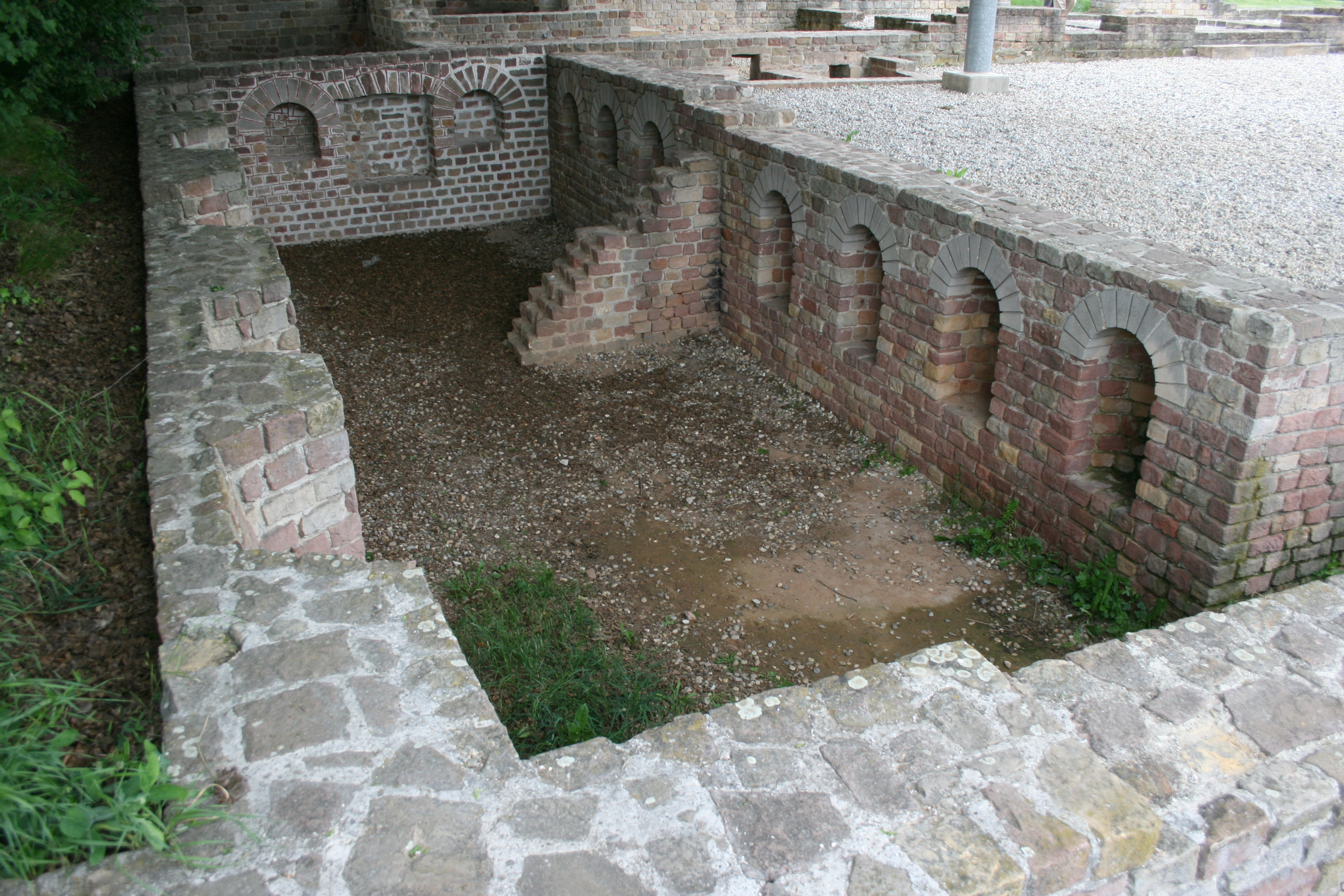
Ansicht des rekonstruierten Kellers von Süden.

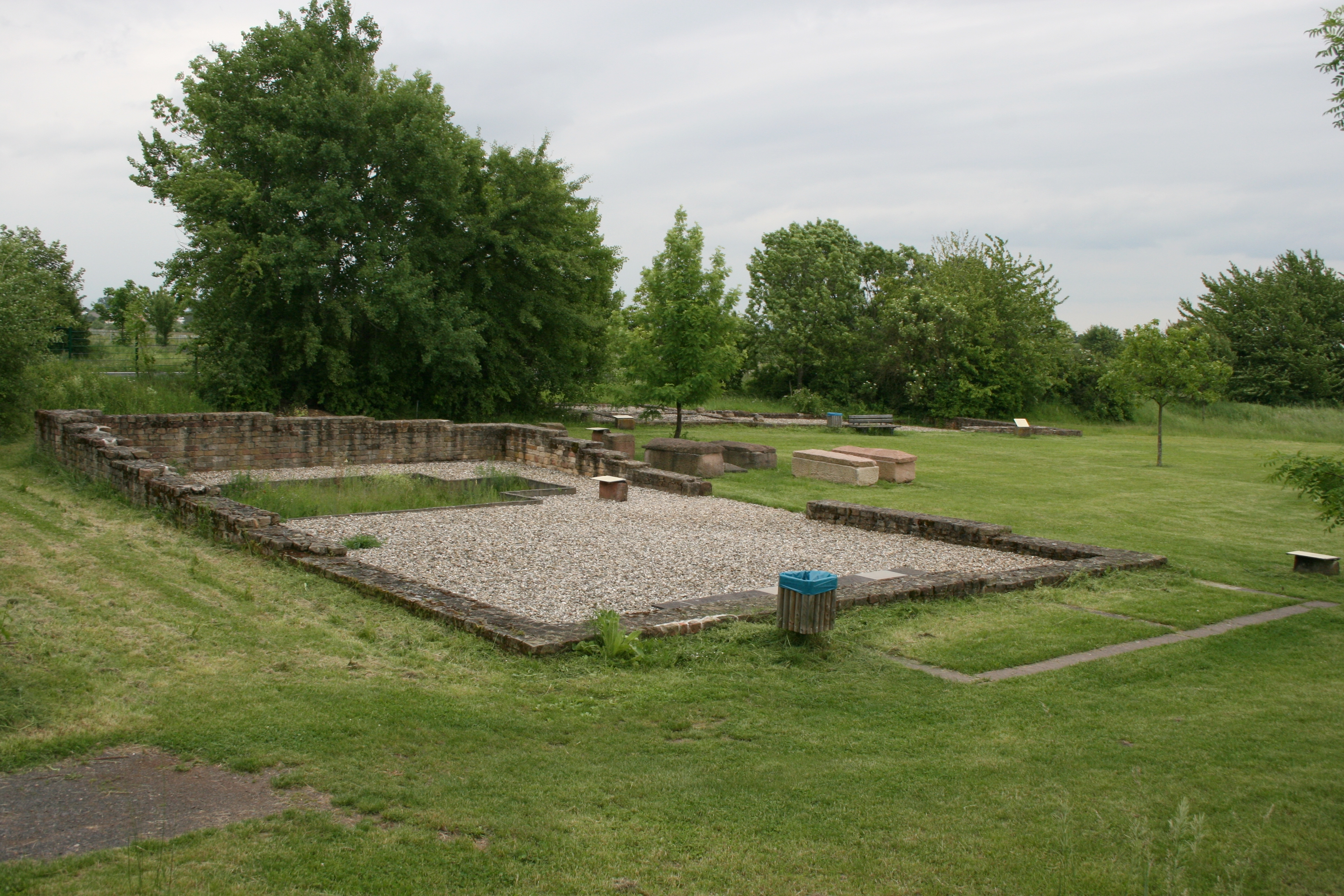
Zwei Nebengebäude von Nordwesten. Im Vordergrund Speichergebäude D (mit Darre links und Räucherofen einer früheren Bauphase rechts), im Hintergrund Stallgebäude B mit Wohntrakt C und Kanalheizung. Dazwischen spätantike Steinsarkophage.

## Lage und Erforschung
Die Anlage befindet sich direkt an der Bundesstraße 271 zwischen Wachenheim und Friedelsheim und ist über beidseitige Parkplätze an der Bundesstraße gut zu erreichen. Knapp südlich verläuft in West-Ost-Richtung der Schwabenbach, die Hoffläche liegt bereits in dessen Niederung.
1980 wurde die Anlage bei der Rebflurbereinigung entdeckt. Die Fläche wurde aus der Bewirtschaftung herausgenommen und von der öffentlichen Hand angekauft. Mit Mitteln des Landes, des Landkreises sowie der Verbandsgemeinde und Stadt Wachenheim konnten große Teile der Grundmauern restauriert werden und sind heute als Freilichtmuseum zugänglich. Über dem westlichen Teil des Hauptgebäudes mit Keller und Badetrakt wurde ein Schutzdach errichtet.
Bei Bauarbeiten wurde im Jahr 1997 das zur Villa gehörige Gräberfeld entdeckt, von dem ein Teil ausgegraben wurde (dokumentiert sind 22 Körpergräber und 46 Brandgräber vom späten 3. Jahrhundert bis zum frühen 5. Jahrhundert).

## Geschichte
Früheste Funde aus dem Villenbereich liegen bereits aus der Jungsteinzeit vor. Der Beginn der römischen Besiedlung ist um 20 n. Chr. nachgewiesen, zunächst mit einigen Gebäuderesten in Holzbauweise. Die Anlage wurde sukzessive erweitert, die sichtbar rekonstruierte Substanz gehört größtenteils zur bereits weit entwickelten Anlage des 3. Jahrhunderts n. Chr. Im 5. Jahrhundert fiel das Hauptgebäude einem Brand zum Opfer. Die Anlage blieb bis weit in das 5. Jahrhundert in verringertem Umfang weiterhin besiedelt, wovon einige Körperbestattungen im Bereich des Speicherbaus zeugen. Die zugehörigen Steinsarkophage sind vor Ort ausgestellt.

## Anlage

### Hauptgebäude
Beherrschend innerhalb der 1,5 ha großen Anlage ist das Haupt- oder Herrenhaus, dem eine U-förmige, dreiseitige Portikus vorgelagert war. Das Gebäude weist damit einen ähnlichen Grundriss wie die nahe gelegenen Villen von Bad Dürkheim-Ungstein und Ladenburg-„Ziegelscheuer“ auf. Die Fassadenfront in Wachenheim erreichte mit der Portikus und den Risalit-artigen Seitentrakten eine Gesamtlänge von 65 m.
Das Hauptgebäude umfasste eine Halle oder einen Innenhof im Westteil. Die Frage, ob es sich bei diesem häufig in Hauptgebäuden römischer Villen zu beobachteten Gebäudeteil um eine überdachte Halle oder einen unüberdachten Innenhof handelt, ist weitgehend ungeklärt und möglicherweise nicht allgemeingültig zu beantworten. Östlich davon befanden sich zwei größere Wohnräume, rückwärtig schloss sich ein längerer Korridor an. Im Westen des Hauptgebäudes befand sich ein größerer Keller (12 × 4 m) mit sechs Fensternischen und neun Rundbogennischen. Dahinter, an der Nordwestecke des Gebäudes lag ein Badetrakt, mutmaßlich Bad des Besitzers. Es wurde anfangs vom Hauptgebäude aus beheizt, mit der Anlage des Kellers wurde südlich ein Heizkanal (praefurnium) hinzugefügt. In der Rekonstruktion ist die ältere Bauphase dargestellt. Erhalten ist auch eine steinerne Rinne, über die das Wasser aus dem Bad abgeleitet wurde.
An den östlichen Flügel wurde ebenfalls in einer späteren Bauphase ein weiteres Bad angebaut, das vermutlich vom Gesinde genutzt wurde. Die Auslagerung solcher Gebäudeteile, die durch Heizanlagen mit Feuergefahr, Lärm- und Geruchsbelästigung verbunden waren, ist häufiger an römischen Villen zu beobachten, etwa in Hechingen-Stein oder der Haselburg bei Höchst im Odenwald. Südlich an diesen Flügel schließt ein weiterer Raum an, der ebenfalls später hinzugefügt wurde und über eine Hypokaustheizung verfügte.

### Nebengebäude
Nebengebäude wurden vorwiegend östlich und nördlich des Hauptgebäudes ergraben. Ein großer Wirtschaftsbau östlich der Anlage diente größtenteils als Stall, im nördlichen Gebäudeteil befand sich ein kleiner Wohntrakt, der über eine Kanalheizung verfügte. Nordwestlich davon und östlich des heutigen Eingangsbereiches befand sich ein größerer Speicherbau, der einen älteren Räucherofen sowie eine Getreidedarre überlagerte. Ein weiteres Nebengebäude befand sich nordwestlich des Hauptgebäudes im heutigen Rebgelände. Die Lage mehrerer Anbauten an das Hauptgebäude und einer Tenne sind im Freigelände mit Steinplatten markiert. Zwischen diesen Gebäuden sind weitere kleinere Einrichtungen wie ein Brunnen, ein Ofen und ein Kalkbrennofen rekonstruiert. Alle Gebäude sind mit ausführlichen Schautafeln versehen, welche den archäologischen Befund erläutern und das Leben in der antiken Anlage rekonstruieren.